# Spookvleermuis
De spookvleermuis (Diclidurus albus)  is een zoogdier uit de familie van de schedestaartvleermuizen (Emballonuridae). De wetenschappelijke naam van de soort werd voor het eerst geldig gepubliceerd door Maximilian zu Wied-Neuwied in 1820.